# Scolecodes huntsmani
Scolecodes huntsmani är en kräftdjursart som först beskrevs av J. T. Henderson 1931.  Scolecodes huntsmani ingår i släktet Scolecodes och familjen Notodelphyidae. Inga underarter finns listade i Catalogue of Life.